# Edward Cock

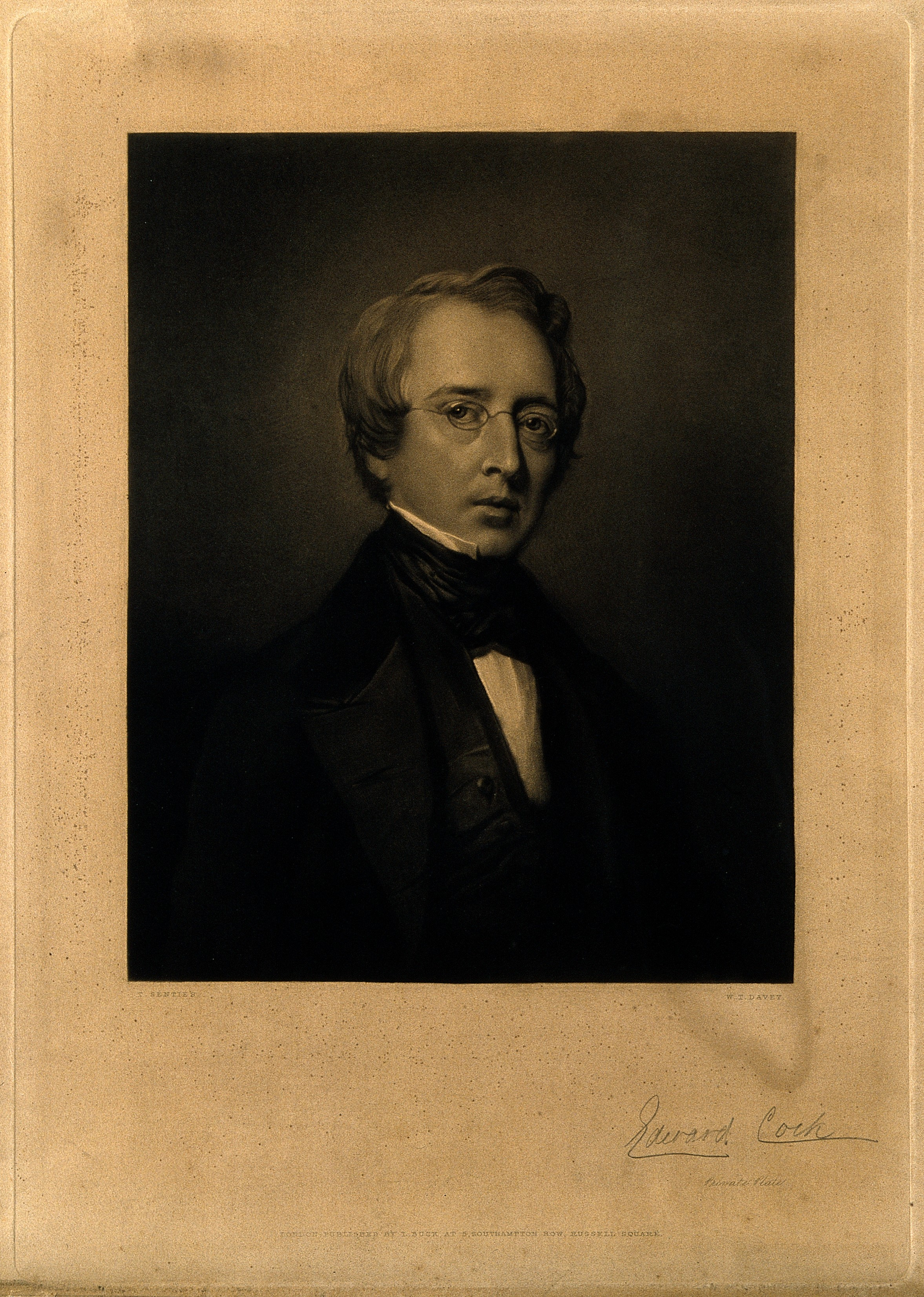
Retrato temprano de Edward Cock.

Edward Cock (1805-1892) fue un cirujano inglés, sobrino de Astley Cooper, y a través de él se convirtió en parte del personal del Hospital de Borough, en Londres, donde trabajó en la sala de disección durante trece años. Más tarde, se convirtió en ayudante de cirujano en 1838, en el Hospital de Guy, en el cual fue cirujano desde 1849 hasta 1871, y de 1871 hasta 1892 circujano consultor. Era un anatomista excelente y un claro e incisivo escritor, y aunque fue afectado por un tartamudeo, con frecuencia lo utilizaba en un sentido humorístico. De 1843 a 1849 fue director del Hospital de Guy. Murió en Kingston, en 1892.